# Famille Couppel
La famille Couppel, puis Couppel du Lude est une famille originaire de Normandie anoblie en 1639.

## Histoire
Sous Louis XIV, la famille Couppel chercha à faire reconnaître sa noblesse en produisant une généalogie qui la faisait remonter au 11 novembre 1545, date à laquelle Siméon Couppel, écuyer, sieur de la Cousinière, fils et héritier de défunt Étienne Côuppel, écuyer, sieur de l'Épinay, et de demoiselle Tiénette des Vaux, aurait épousé Françoise Feuvrier par contrat passé devant tabellions généraux en la vicomté de Dorafront. Il fut père de Marin Couppel, écuyer, sieur de la Cousinière, qui épousa en 1575 Renée Pitard, et grand-père de Brice Couppel, écuyer, seigneur de Lépinay et de Jumilly, conseiller du Roi, vicomte de Domfront, vraisemblablement le même personnage qu'un Brice Coupel, demeurant en la paroisse de Saint-Front, dans la vicomté de Domfront, qui fut anobli par lettres de mai 1639.
La famille Couppel fut anoblie en mai 1639, déchargée des droits de taille le 8 janvier 1650, condamnée comme usurpateur de noblesse le 10 octobre 1667, autorisée à faire appel de cette condamnation le 7 janvier 1668 et maintenue noble le 8 mars 1695 et le 17 juin 1721.

## Armes
D'après Gustave Chaix d'Est-Ange les armes de la famille sont D'azur à un lion léopardé d'or et d'après Arnaud Clement : d'argent au chevron de gueules accompagné en chef de deux merlettes de sable, sans pied ni bec, et en pointe d'une rose de gueules.

## Filiation
La filiation est connue par les travaux d'Henri Jougla de Morenas jusqu'au milieu du XIXe siècle puis les actes d'état civil.
- Étienne Couppel ( -1574), écuyer, seigneur de l'Espinay. Il épouse Etienette des Vaux.
  - Simon Couppel, écuyer, seigneur de la Cousinnière. Il épouse en 1545 Françoise Feuvrier.
    - Marin Couppel, écuyer, seigneur de la Cousinnière. Il épouse en 1575 Renée Pitard de Jumilly.
      - Brice Couppel, vicomte de Domfront, seigneur de l'Espinay et de Jumilly. En 1617, il épouse Nicole de Marguerit. Il est anobli en 1639 par achat d'une charge de conseiller du roi.
        - Jacques Couppel, vicomte de Domfront, écuyer, seigneur de l'Espinay. En 1644, il épouse Louise de Beaurepaire.
          - Brice Couppel, seigneur de Bellée, Vaucé, Saint-Brice, avocat général civil et criminel au lieu et alternatif examinateur au siège et baillage de Domfront. Il épouse Françoise de Ponteault.
            - Siméon Brice Couppel, écuyer, seigneur de Bellée et de Vaucé. Le 8 août 1720 à Nuillé-sur-Vicoin, il épouse Jeanne Mouteau. Il est confirmé dans sa noblesse en 1721.
              - Gervais Couppel du Lude (1724-1780), chevalier, seigneur du Lude. Le 7 mai 1765 à Loigné, il épouse Cunégonde Barbe Ameslant.
                - Siméon Brice Daniel Couppel du Lude (1770-1839), sieur du Lude et des Beauvais, cehvalier de Saint-Louis. Le 20 février 1813 à Nuillé-sur-Vicoin, il épouse Aimée Marie de Préaulx.
                  - Siméon Amaury Tancrède Couppel du Lude (1815-1854), capitaine, tué au siège de Sébastopol. Le 25 septembre 1850 à Mortagne-au-Perche, il épouse Luce Marie Antoinette Louise Frédérique d'André de Saint-Victor.
                    - Raoul Siméon Marie Amauri Couppel du Lude (1851-1923), polytechnicien, militaire, puis préfet[5]. Il effectue ses études de Lycée à Caen. Élève à l'école préparatoire du collège Sainte-Barbe à Paris, il intègre l'École polytechnique de 1871 à 1873, puis l'École des mines de Paris. Sous-lieutenant au 31e régiment d'artillerie, il est ingénieur à la Compagnie générale des omnibus de Paris, en 1877. Le 3 juillet 1877 à Eclaron, il épouse Adélaïde Antoinette Giuliani-Deponthon. Il entre ensuite dans la préfectorale : sous-préfet de Saint-Pons en février 1880 ; de Châtillon-sur-Seine, de 1882 à 1883 ; d'Yvetot en 1884 ; de Langres en 1886 ; de Saint-Quentin en 1888. Il est nommé Préfet de l'Orne en 1890 ; puis de la Haute-Vienne en 1896 ; du Gard en 1898 ; de l'Oise, en 1900. Préfet honoraire, il est ensuite trésorier payeur général de la Nièvre, en 1901 ; de l'Isère, en 1907 ; de Maine-et-Loire, en 1909. Il prend sa retraite en 1912. Il est maire de Loigné-sur-Mayenne de 1912 à 1921.
                      - Jean Couppel du Lude (1882-1958), industriel. Il épouse Olga Virello.
                        - Jacques Couppel du Lude (1918-2008), bibliophile[6]. Il hérite de la collection de Pierre Foullon, son parrain, vendue aux enchères Drouot le 23 novembre 2009[7], musicien, prix du conservatoire de musique de Paris. Il fait un legs de 450 000 euros à la commune de Domfront pour la restauration de l'église Notre-Dame-sur-l'Eau[8].

## Pour approfondir